# بيدرو جولارت
بيدرو جولارت (بالإسبانية: Pedro Goulart)‏ هو لاعب كرة قدم مكسيكي في مركز الهجوم، ولد في 29 أغسطس 1997 في سانتا كاتارينا في البرازيل. لعب مع كلوب ليون.